# Ptiloppia bulanovae
Ptiloppia bulanovae är en kvalsterart som först beskrevs av Hammer 1968.  Ptiloppia bulanovae ingår i släktet Ptiloppia och familjen Oppiidae. Inga underarter finns listade i Catalogue of Life.